# Projet russe de mission habitée vers Mars
À partir du début des années 1960, l'Union des républiques socialistes soviétiques puis la Russie dispose d'un projet de mission habitée vers Mars dont l'architecture a régulièrement évolué. Ce projet est aujourd'hui porté par RKK Energia, le constructeur des fusées Soyouz et d'autres lanceurs, pour le compte de l'agence spatiale russe Roskosmos. Actuellement[Quand ?], celle-ci ne dispose pas des moyens de financer un projet aussi ambitieux mais envisage un développement en coopération avec d'autres pays.